# Roberto Durán
Roberto Durán Samaniego (* 16. června 1951 El Chorrillo) je bývalý panamský boxer známý pod přezdívkou Manos de Piedra (Ruce z kamene). Profesionálně boxoval od roku 1968 a kariéru ukončil v roce 2001, což znamená , že byl jako jeden z mála boxerů v historii aktivní v pěti dekádách. Jeho trenérem byl Ray Arcel.
Ze 119 zápasů vyhrál 103, z toho 70 knockoutem. Byl profesionálním mistrem světa v lehké váze v letech 1972 až 1979, ve velterové váze v roce 1980, v lehké střední váze v letech 1983 až 1984 a střední váze v roce 1989. Podle Associated Press byl nejlepším boxerem lehké váhy ve dvacátém století, časopis The Ring ho zařadil na páté místo seznamu nejlepších světových boxerů v období 1922–2002.
V roce 2007 byl uveden do International Boxing Hall of Fame. V roce 2016 byl o něm natočen životopisný film Hands of Stone, v němž ho hrál Édgar Ramírez.